# Telmário de Araújo Sacramento
Telmário de Araújo Sacramento (født 11. november 1983) er en brasiliansk fodboldspiller.